# Corinne Coderey
Corinne Coderey (* 23. August 1935 in Mies; † 29. August 1998 ebenda; heimatberechtigt ebenda) war eine Schweizer Schauspielerin.

## Leben und Karriere
Corinne Coderey wurde als Tochter des Baumzüchters Jules Coderey und der Klavierlehrerin Renée Sauty geboren. Sie heiratete den französischen Journalisten Claude Mossé. Coderey machte ihre Schauspielausbildung bei Germaine Tournier sowie bei Jean Bart am Genfer Konservatorium.
Coderey erhielt 1957 ihre erste Rolle an der Comédie de Genève. Charles Apothéloz holte sie nach Lausanne an das Centre Dramatique Romand. Von 1965 bis 1969 stand sie in Strassburg auf der Bühne, anschliessend war sie in der Westschweiz, in Brüssel sowie in Montreal tätig. Sie arbeitete mit Regisseuren wie André Steiger, Henri Ronse und Benno Besson zusammen und galt als grosse Dame des Westschweizer Theaters. Ausserdem spielte Coderey in verschiedenen Kino- und Fernsehfilmen mit, wie Die Einladung von Claude Goretta, und produzierte Radiohörspiele.

## Filmografie
- 1971: Le fusil de chasse
- 1973: Die Einladung (L’Invitation)
- 1973: Malataverne
- 1974: Les Fargeot (Fernsehserie)
- 1974: Mit Rose und Revolver (Les Brigades du Tigre, Fernsehserie)
- 1978: Flucht ins Exil (Les chemins de l’exil ou Les dernières années de Jean-Jacques Rousseau)
- 1983: Monsieur Abel
- 1984: Rouge Capucine
- 1985: Signé Renart
- 1989: Haute tension (Fernsehserie)
- 1992: Coup de foudre (Fernsehserie)